# Acanthohalacarus reticulatus
Acanthohalacarus reticulatus is een mijtensoort uit de familie van de Halacaridae. De wetenschappelijke naam van de soort is voor het eerst geldig gepubliceerd in 2001 door Bartsch.